# Anne-Marie-Françoise de Sainte-Hermine
Anne-Marie-Françoise de Sainte-Hermine, comtesse de Mailly (1670-1734), est la dame d'atours de la duchesse d'Orléans Françoise-Marie de Bourbon de 1692 à 1696, la dame d'atours de la dauphine Marie-Adélaïde de Savoie de 1697 à 1712, et la dame d'atours de la reine Marie Leczinska de 1725 à 1731,.

## Biographie
Fille d'Hélie de Sainte-Hermine, seigneur de La Laigne et du Roseau, et d'Anne-Madeleine de Valois de Villette. Sa grand-mère, Madame de Villette, est la tante de Madame de Maintenon. Elle épouse en 1687 Louis de Mailly. Elle est la mère de Françoise de Mailly, qui lui succède comme dame d'atours de la reine, et de Louise-Françoise de Mailly. 

## Sources
- Nadine Akkerman & Birgit Houben, The Politics of Female Households: Ladies-in-waiting across Early Modern Europe
- « Brevet de dame d'atours de la reine pour Madame la comtesse de Mailly » (Versailles, mai 1725), Paris, Bibliothèque nationale de France, département des Manuscrits, Ms. Clairambault 814, fol. 713. Copie A.N. O(1) 69, fol. 413.